# Бархед (Великобритания)
Бархе́д (англ. Barrhead, гэльск. Ceann a' Bhàirr) — город в Шотландии в области Ист-Ренфрушир. Расположен в 13 километрах к юго-западу от Глазго. Город образовался путём объединения нескольких деревень и впервые появился на карте в 1750 году. В 2001 году его население, согласно переписи, составляло 19 813 человек.